# 대한민국 국회의원
대한민국 국회의원은 대한민국에서 입법부인 대한민국 국회의 구성원이며, 일반적으로 국회의원(한국 한자: 國會議員)이라고 호칭되는 의회의 구성원을 말한다. 
대한민국 헌법에 의하여 설치된 국가기관으로 청렴의 의무와 국가이익을 우선하여 양심에 따라 직무 수행하고 지위를 남용하여 국가ㆍ공공단체 또는 기업체와의 계약이나 그 처분에 의하여 재산상의 권리ㆍ이익 또는 직위를 취득하거나 타인을 위하여 그 취득을 알선할 수 없는 의무가 있는 개개인이 헌법기관인 국회의원의 임기는 헌법 42조에 따라 4년이며 연임의 제한이 없이 4년마다 치러지는 대한민국 국회의원 선거를 통해서 선출된다. 국회의원들 중 각 상임위원회의 위원장은 장관급의 의전서열을 받으며 기타 다른 국회의원들은 특별한 보직을 맡지 않는 한 차관급의 의전서열을 받는다. 
국회의원의 급여는 국회의원수당 등에 관한 법률 및 관련 규정에 의거하여 이뤄진다.

## 선출
대한민국 국회의원은 선거권이 있는 국민의 보통ㆍ평등ㆍ직접ㆍ비밀선거에 의하여 4년마다 치러지는 대한민국 국회의원 선거를 통해 선출된다. 헌법에서 '법률로 정하되 200인 이상으로 한다'고 정한 국회의원 수는 1988년 제13대 국회부터 299명을 유지하다 2012년 제19대 국회에서 세종특별시 지역구 신설에 따라 1석이 증가하여 300명이며 254명의 지역구 국회의원과 46명의 비례대표 국회의원으로 이루어져 있다. 국회의원 의석이 결원이 발생한 경우 지역구 국회의원은 재ㆍ보궐선거를 통해 국회의원을 충원하며 비례대표 국회의원의 경우 비례대표 명부의 다음 순번에 있는 자에게 국회의원 의석이 승계된다. 
다만, 지역구 국회의원의 경우 남은 임기가 1년 미만이면 재보궐선거를 실시하지 않고 결원으로 둔다. 또한 비례대표 국회의원의 경우에도 임기 만료 120일 전 이후에 결원이 발생하게 되면 차순위 비례대표로 의석을 승계하지 않는다.
헌법에서 최고 득표자를 당선자로 정하는 대통령과 다르게 공직선거법에서 "하나의 국회의원지역선거구에서 선출할 국회의원의 정수는 1인으로 한다."라는 최고 득표자를 당선자로 정하여 사표 발생 논란이 있다.

## 국회의원의 피선거권
국회의원의 피선거권은 선거일 기준으로 만 18세 이상의 국민에게 주어진다.
단, 공직선거법 제19조에서 다음과 같은 인물들에 대해서는 피선거권을 제한하고 있다.
| 공직선거법 제18조 제1항 제1호, 제3호 또는 제4호에 해당하는 자     | 금치산선고를 받은 자 |
| 공직선거법 제18조 제1항 제1호, 제3호 또는 제4호에 해당하는 자     | 선거범 |
| 공직선거법 제18조 제1항 제1호, 제3호 또는 제4호에 해당하는 자     | 정치자금법 제 45조(정치자금 부정수수죄) 및 제 49조(선거비용 관련 위반 행위에 관한 벌칙)에 규정된 죄를 범한 자 또는 대통령·국회의원·지방의회의원·지방자치단체의 장으로서 그 재임중의 직무와 관련하여 형법(특정범죄 가중처벌 등에 관한 법률 제 2조에 따라 가중 처벌되는 경우를 포함) 제 129조(수뢰, 사전수뢰) 내지 제 132조(알선 수뢰)·특정범죄 가중처벌 등에 관한 법률 제 3조(알선 수재)에 규정된 죄를 범한 자로서, 100만 원 이상의 벌금형의 선고를 받고 그 형이 확정된 후 5년 또는 형의 집행유예의 선고를 받고 그 형이 확정된 후 10년을 경과하지 아니하거나 징역형의 선고를 받고 그 집행을 받지 아니하기로 확정된 후 또는 그 형의 집행이 종료되거나 면제된 후 10년을 경과하지 아니한 자(형이 실효된 자도 포함한다) |
| 공직선거법 제18조 제1항 제1호, 제3호 또는 제4호에 해당하는 자     | 법원의 판결 또는 다른 법률에 따라 선거권이 정지 또는 상실된 자 |
| 금고 이상의 형의 선거를 받고 후 그 형이 실효되지 아니한 자        | |
| 법원의 판결 또는 다른 법률에 따라 피선거권이 정지되거나 상실된 자 | |

### 등록
피선거권을 충족하고, 국회의원 총선거나 재선거 및 보궐선거와 중앙선거관리위원회의 비례대표 의석승계 결정에 따라 의원으로 당선된 자는 국회사무처에 당선증서를 제시하고, 의원명부에 등재하는 것으로 국회의원으로 등록한다.
다만 1966년 10월에 법제사법위원회는 의원직의 취득 시기는 등록이나 의원 선서와 같은 형식적인 절차가 아닌 당선만으로 의원직위를 취득하게 된다는 유권 해석을 한 바 있다. 또한 1967년 6월 8일에 실시된 제7대 국회의원 총선거에서 당선된 신민당 소속 의원이 선거 부정을 이유로 등록을 거부하다가, 후일인 11월 27일에 등록하였는데 등록 거부 기간 중에도 재적 의원 수에 산입하고 세비를 지급한 선례도 있다.

## 궐원
국회의원이 사망하거나 사직 혹은 퇴직될 경우 국회의원의 궐원이 발생하게된다. 이 때 지역구 의원의 경우에는 궐원이 발생한 지역구에서 재보궐선거를 실시해서 궐원을 채운다. 이 때 국회의원의 잔여 임기가 1년 미만인 경우에는 궐원을 채우기 위한 재보궐선거를 실시하지 않는다. 비례대표 의원에서 궐원이 발생한 경우 해당 의원이 선거 당시 속해있던 정당의 비례대표 명부의 다음 순번 후보자에게 의석이 승계된다. 다만 잔여 임기가 120일 미만인 경우에는 비례대표의 승계가 이루어지지 않는다.

### 사망
국회의원이 임기 중 사망한 경우에는 궐원이 발생한다. 이 경우 사망으로 인정된 날이 궐원일이 된다.

### 사직
국회의원이 임기 중 사직서를 제출한 경우에도 궐원이 발생한다. 이 경우 사직서는 회기 중인 경우 국회 본회의에서 의결해야하며 폐회 중인 경우에는 국회의장이 허가해야 한다.

### 퇴직
퇴직은 국회의원이 특정한 행위를 하지 않았지만 관련된 법 규정에 따라 의원직을 상실한 경우를 의미한다. 대표적으로는 대통령, 지방의원, 농협 및 수협 임직원과 같이 국회의원이 겸할 수 없는 직에 취임한 경우나 국회의원이 다른 법률의 위반으로 피선거권이 상실된 경우가 있다.

### 국회의원의 자격심사
헌법 제64조 2항은 “국회는 의원의 자격을 심사하며, 의원을 징계할 수 있다”고 규정하고 있다. 의원의 자격이란 의원으로서의 지위를 보유하는 데 필요한 자격을 말하며, 의원의 품위와는 관련이 없다. 자격심사는 의원의 자격 유무에 문제가 있을 때, 국회가 스스로 이를 심사하여 결정하는 것이다. 이러한 경우는 징계로 인한 제명과 함께 국회가 스스로 의원의 신분을 상실시키는 경우에 해당한다.

#### 의원의 자격 요건
의원의 자격 요건은 법률로써 정하여야 할 뿐이며, 국회가 법률 이외의 요건을 의결로 정하는 것은 허용되지 않는다. 현행 법률상 의원의 자격 요건은 다음과 같다.
- 적법한 당선인일 것.
- 겸직이 금지된 직위에 취임하지 않으며, 의원 임기 개시일 이후에 해직된 직위의 권한을 행사하지 않을 것.
- 법률에 규정된 피선거권을 계속하여 보유할 것.

따라서 의원에게 당선 무효 사유가 있거나, 임기 개시일 이후에 위와 같은 사유가 발생한 경우에는 자격심사의 대상이 된다.

#### 절차
다른 의원의 자격에 대해 이의가 있는 국회의원은 30인 이상의 연서로 국회의장에게 자격심사를 청구할 수 있다. 이때 연서와 함께 청구의 취지, 그 이유를 입증할 수 있는 자료를 갖추어야 한다.
국회의장은 자격심사 청구가 제출되면 국회 윤리특별위원회에 회부하여 심사하게 한다. 이와 동시에 청구의 대상이 된 의원에게 청구서의 부본을 송달하고 답변서를 제출하게 한다. 답변서를 받게 되면 이 답변서를 윤리특별위원회에 회부한다. 윤리특별위원회는 청구서와 답변서를 근거로 자격을 심사한다. 단, 기일내에 이유없이 답변서가 제출되지 않으면 청구서만으로 심사할 수 있다. 그리고 필요한 경우 심사를 청구한 의원과 심사 청구의 대상이 된 의원을 출석하게 하여 심문할 수 있으며, 두 대상 의원은 위원회의 허가를 받아 출석하여 발언할 수도 있다. 심사가 완료되면 윤리특별위원회는 그 보고서를 국회의장에게 제출한다. 이 때 위원회의 심사보고서에는 자격유무결정서의 문안을 첨부하여야 한다.
심사보고서를 받은 국회의장은 이를 본회의에 회부한다. 본회의에서 심사 청구의 대상이 된 의원의 자격의 유무를 의결로 결정하며, 자격이 없는 것으로 의결하기 위해서는 재적의원 3분의 2 이상의 찬성이 있어야 한다. 표결은 무기명으로 실시하며 청구 대상이 된 의원은 스스로 변명하기 위하여 출석할 수 있을 뿐 표결에는 참가할 수 없으며 정족수에 역시 포함되지 않는다. 
본회의에서 심사 청구의 대상이 된 의원에 대해 자격 상실을 의결하였을 때에는, 의장은 그 결과를 서면으로 심사 청구의 대상이 된 의원과 심사를 청구한 의원에게 공부한다. 이로써 심사 청구의 대상이 된 의원은 그 직위를 상실한다. 의원직의 상실 시기는 ‘본회의 의결이 있는 때부터’가 되며, 이 결정에 대해서는 재의하거나 법원에 제소할 수 없다.

### 징계로 인한 제명
헌법 제64조 2항은 국회는 스스로 의원을 징계할 수 있다고 규정하고 있으며, ‘징계’는 원내의 질서를 문란하게 하거나 국회의 위신과 품위를 손상하게 한 의원에 대하여 국회가 질서 유지를 위해 스스로 해당 의원에게 제재를 가하는 것을 말한다.

#### 징계의 대상이 되는 행위
국회법 제155조 2항에서는 다음과 같이 징계의 대상이 되는 행위를 지정하고 있다.
| 헌법 제46조 제1항의 청렴의 의무나 제3항의 이권 운동의 금지, 또는 국회법 제146조의 모욕 등의 발언의 금지 규정에 위반되는 행위를 한 때.                   |
| 국회에서 국회법 제54조의 2의 2항에 위반하여 직무상 발언한 때.                                                                                           |
| 국회법 제102조의 의제 외의 발언을 금지한 규정이나 국회법의 발언 시간 제한 규정을 위반하여 의사의 진행을 현저하게 방해한 때.                             |
| 국회법 제118조 3항의 규정을 위반하여 불게재 부분을 타인에게 열람하게 하거나 전재 또는 복사하게 한 때.                                                   |
| 국회법 제118조 4항의 규정을 위반하여 비공개 회의의 내용을 공표한 때.                                                                                    |
| 탄핵소추 사건의 조사를 하면서 국정감사및조사에관한법률이 규정하는 조사상의 주의 의무에 위반되는 행위를 한 때.                                           |
| 국회법 제145조 1항이 규정하는 회의장의 질서를 문란하게 하는 행위를 하거나, 이에 대한 의장이나 위원장의 조치에 불응한 때.                                |
| 정당한 이유 없이 국회 집회일로부터 7일 이내에 본회의 또는 위원회에 출석하지 않거나 의장 또는 위원장의 출석요구서를 받은 후 5일 이내에 출석하지 않은 때. |
| 국회의원윤리강령 및 국회의원윤리실천규범을 위반하는 행위를 한 뒤 윤리심사를 통하여 그 통고를 2회 이상 받았을 때.                                        |
| 국정감사및조사에관한법률에서 정한 징계 사유에 해당한 때.                                                                                                |
| 공직자윤리법에서 정한 징계 사유에 해당한 때. |

#### 징계의 종류
징계의 종류는 다음과 같다(국회법 제163조 1항).
- 공개회의에서의 경고
- 공개회의에서의 사과
- 30일 이내의 출석정지, 이 경우 출석정지기간에는 국회의원수당등에관한법률에 의한 수당 및 입법활동비와 특별활동비는 2분의 1을 감액하여 지급한다.
- 제명

#### 징계의 절차
국회의장이나 징계 대상의 의원이 속한 위원회의 위원장 혹은 의원 20인의 찬성으로 징계를 요구할 수 있다. 또한 징계 요구의 대상이 되는 의원에게 직접적으로 모욕을 당한 의원은 이유서를 제출하여 징계를 요구할 수 있으며 윤리특별위원회의 위원장이나 위원 5인 이상의 찬성으로 징계를 요구할 수 있다. 이 때 회기 중에는 징계 사유가 발생한 날 또는 징계 대상자가 있다는 것을 알게 된 날로부터 10일 내에 징계를 요구해야 하며 폐회기간 중에는 다음 회기의 집회일로부터 3일 이내에 요구해야한다. 이 때 징계는 윤리심사와 같은 사유로 중복하여 요구할 수 없으며, 윤리심사가 진행되는 도중에도 징계를 요구할 수 없다.
국회의장은 징계 사유가 발생하거나 그 대상자가 있다는 것을 알게 된 날, 위원장의 보고를 받은 날 또는 징계요구서를 제출받은 날로부터 폐회 또는 휴회 기간을 제외한 3일 이내에 윤리특별위원회에 징계 요구를 회부하여야 한다. 그 후 윤리특별위원회는 회부된 지 3개월 이내에 심사를 종료하고 심사 결과를 본회의에 보고해야 한다.
국회의장은 징계보고서가 제출되면 지체없이 본회의에 부의해야 한다. 다만 윤리특별위원회가 징계를 하지 않기로 의결하거나 국회법 제161조의 규정에 의한 통고를 하기로 의결하여 심사보고서를 제출한 경우에는 의장이 지체없이 본회의에 보고함으로써 징계안의 처리를 종료한다.
징계안을 처리하는 본회의는 비공개가 원칙이나 의결을 통해 공개로 진행할 수도 있다. 비공개로 진행하는 경우 의장이 의제를 선포하고 비공개 회의의 진행과 징계 대상자의 퇴장을 명하고 심사보고와 표결의 순서로 진행한다. 징계를 의결한 때는 의장이 공개회의에서 이를 선포한다.
본회의에서는 윤리특별위원회가 징계를 하기로 보고한 경우, 징계의 경중을 수정할 수 있으며 다시 윤리특별위원회에 회부를 할 수도 있다. 
의원의 제명에 있어서는 재적의원 2/3 이상의 찬성이 필요하며 그 이외의 징계는 재적의원 과반수의 출석과 출석의원 과반수의 찬성으로 의결한다. 제명이 표결로 부결된 경우 일반 의결정족수에 의해 제명 외의 다른 종류의 징계를 의결할 수 있다.
징계 처분의 효력은 본회의에서의 의결이 선포된 경우 발생한다. 다만 공개회의에서의 경고나 사과의 시기나 내용 등을 본회의의 의결로 정한 경우 이외에는 의장이 각 교섭단체의 대표의원과 협의하여 결정한다. 국회의 징계 처분은 법원에 제소할 수 없다. 그리고 징계로 제명된 자는 그 징계로 인하여 궐원된 의원의 보궐선거에 있어서는 후보자가 될 수 없다.

## 타 제도와의 관계
헌법 제44조에 의하면, 국회의원은 현행범인 경우를 제외하고는 회기 중에 국회의 동의 없이는 체포 또는 구금되지 않으며, 회기 전에 체포 또는 구금되었을 때에는 국회의 요구가 있으면 현행범인이 아닌 이상 한 회기 중에 석방된다. 이를 의원의 불체포특권이라고 한다.
국회의원이 부분적으로 검찰기소를 면제받는다. 혐의가 있어도 면제를 받는다. 국회 내에서 직무상 행한 발언과 표결에 관하여 국회 밖에서 민사상·형사상의 책임을 지지 않는다는 특권을 말한다. 이는, 국회의원이 자유롭게 자기 소신을 발언하고 또 양심에 따라서 표현할 수 있도록 하기 위해서 특권을 부여한 것으로, 국회 밖에서 행한 발언이나 국회 안에서 행한 발언이 국회 안에서 문제되는 것은 이에 포함되지 않으므로 국회 내에서는 책임을 지게 된다. (헌법 제45조) 이를 의원의 기소면제특권이라고 한다.
헌법 제45조에 따라 국회의원은 국회 밖 또는 국회에서 직무상 행한 발언과 표결에 대해 그 책임을 보호받는다. 이를 의원의 면책 특권이라고 한다.
국회의원은 입법권을 보유하고 있으며, 법률 또는 헌법을 발의•심사•표결할 수 있는 권한을 갖는다. 
국회의원 3분의 1 이상이 발의하여 대통령의 탄핵을 진행한다. 의결은 국회의원 과반수의 찬성이 있어야 한다. 이후 대통령에 대한 탄핵소추는 국회의원 과반수의 발의와 국회의원 3분의 2 이상이 찬성하면 대통령이 탄핵 된다. (헌법 제65조)
헌법 제45조는 “국회의원은 국회에서 직무상 행한 발언과 표결에 관하여 국회 외에서 책임을 지지 아니한다”고 규정하여 국회의원의 면책특권을 인정하고 있다. 그 취지는 국회의원이 국민의 대표자로서 국회 내에서 자유롭게 발언하고 표결할 수 있도록 보장함으로써 국회가 입법 및 국정통제 등 헌법에 의하여 부여된 권한을 적정하게 행사하고 그 기능을 원활하게 수행할 수 있도록 보장하는 데에 있다. 따라서 면책특권의 대상이 되는 행위는 국회의 직무수행에 필수적인 국회의원의 국회 내에서의 직무상 발언과 표결이라는 의사표현행위 자체에만 국한되지 아니하고 이에 통상적으로 부수하여 행하여지는 행위까지 포함하며, 그와 같은 부수행위인지 여부는 구체적인 행위의 목적·장소·태양 등을 종합하여 개별적으로 판단하여야 한다.
국회의원인 피고인이, 구 국가안전기획부 내 정보수집팀이 대기업 고위관계자와 중앙일간지 사주 간의 사적 대화를 불법 녹음한 자료를 입수한 후 그 대화 내용과, 전직 검찰간부인 피해자가 위 대기업으로부터 이른바 여배우에게 성상납을 받았다는 내용이 게재된 보도자료를 작성하여 국회 법제사법위원회 개의 당일 국회 의원회관에서 기자들에게 배포한 사안에서, 피고인이 국회 법제사법위원회에서 발언할 내용이 담긴 위 보도자료를 사전에 배포한 행위는 국회의원 면책특권의 대상이 되는 직무부수행위에 해당하므로, 피고인에 대한 허위사실적시 명예훼손 및 통신비밀보호법 위반의 점에 대한 공소를 기각하여야 한다.
면책특권의 대상이 되는 행위는 국회 내에서의 직무상 발언과 표결이라는 의사표현행위 자체에만 국한되지 않고 이에 통상적으로 부수하여 행하여지는 행위까지 포함하며 국무위원, 정부위원 등에 대하여 하는 질무이나 질의, 정부, 행정기관에 대한 자료제출의 요구는 직무상 발언에 부수하여 행하여진 것으로서 면책특권이 인정되어야 한다.

## 의무
국회의원은 다음과 같은 의무를 가진다고 명시되어 있다.

### 헌법에 규정된 의무
- 국민 전체의 봉사자(헌법 제7조 1항)
- 금지된 겸직의 금지(헌법 제43조)
- 청렴의 의무(헌법 제46조 1항)
- 국가 이익을 우선하여 양심에 따라 직무를 행할 의무(헌법 제46조 2항)
- 지위와 특권의 남용을 금지(헌법 제46조 3항)

### 국회법에 규정된 의무
- 의원으로서의 품위를 유지할 의무(국회법 제25조)
- 출석할 의무
- 회의장의 질서를 준수할 의무
- 다른 의원을 모욕하거나 발언을 방해하지 않을 의무
- 국정감사 및 국정조사에서의 주의 의무
- 국회의장의 명령에 복종할 의무

### 의원의 선서
국회의원은 국회의원 총선거 이후 시행되는 개원식에서 다음과 같은 선서를 한다(국회법 제24조). 재선거 또는 보궐선거로 당선된 의원과 선거소송의 판결에 따라 당선인으로 결정된 의원 및 비례대표 의석을 승계한 의원은 처음 출석한 본회의에서 선서한다.
나는 헌법을 준수하고 국민의 자유와 복리의 증진 및 조국의 평화적 통일을 위하여 노력하며, 국가이익을 우선으로 하여 국회의원의 직무를 양심에 따라 성실히 수행할 것을 국민앞에 엄숙히 선서합니다.

선서문은 2매가 준비되며, 선서 후 각각 서명한 뒤 1매는 의원이 보관하고 1매는 회수하여 국회사무처 의사국에서 보관한다.

## 판례
- 국회의원이 소속정당의 당론에 위반하는 정치활동을 한 이유로 제재를 받는 경우, 그 정당은 국회의원신분을 상실하게 할 수는 없으나 정당 내부의 사실상의 강제 또는 소속정당으로부터의 제명은 할 수 있다.[11]
- 당론과 다른 견해를 가진 소속 국회의원을 당해 교섭단체의 필요에 따라 다른 상임위원회로 전임(사임, 보임)하는 조치는 특별한 사정이 없는 한 헌법상 용인될 수 있는 정당내부의 사실상 강제의 범위 내에 해당한다.[11]

## 같이 보기
- 대한민국 국회의원 선거
- 대한민국 국회
- 대한민국의 선거구
- 대한민국의 국회의장